# Avipes
Avipes (que significa "pé de pássaro") é um gênero de arcossauros extintos representados pela única espécie Avipes dillstedtianus, que viveu durante o período Triássico médio. O único espécime fóssil conhecido, um pé parcial (metatarsos), foi encontrado em Bedheim, Turíngia, Alemanha, em depósitos de Lettenkohlensandstein (uma forma de arenito ). Avipes foi nomeado em 1932 por Huene. Embora originalmente classificado como um celurossauro ou um ceratossauro, um novo estudo do espécime fóssil descobriu que era muito incompleto para ser atribuído a um grupo mais específico do que Archosauria e, portanto, foi considerado indeterminado por Rauhut e Hungerbuhler em 2000.